# Urbain Audibert
Urbain Audibert (* 27. Februar 1789 in Tarascon; † 22. Juli 1846 ebenda) war ein französischer Gärtner, Florist und Pflanzenzüchter in Tarascon. Sein botanisches Autorenkürzel lautet „Audib.“

## Leben
Audibert sammelte Pflanzen in der Gegend von Montpellier mit Alire Raffeneau Delile und Michel Félix Dunal, bei Avignon mit Esprit Requien und 1825 in den Pyrenäen mit George Bentham. Er legte Herbarien der Pflanzen in seiner Gärtnerei, dem Hortus Tonnelle an und verfasste wissenschaftliche Beschreibungen von Pflanzen.
Das Klima seiner Gärtnerei in Tonelle und die vor dem Nordwind geschützte Lage erlaubten, sowohl Pflanzen aus dem Norden wie aus dem Süden Europas anzubauen. Audibert hatte unter anderen Leipzig und Hamburg aufgesucht, um Pflanzen einzukaufen, über Marseille erhielt er exotische Gewächse aus Italien, Spanien, Nordafrika, Indien und Indochina. Er unterhielt auch eine umfangreiche Baumschule, zum Beispiel bot er sechs Arten von Granatäpfeln, 17 verschiedene Ölbäume und sieben Arten von Haselnüssen an. Der Katalog führt genau die lateinischen Namen und die Herkunft der Pflanzen auf und enthält eine Anmerkung für "Botanophiles" auf Latein. Audibert führte zahlreiche neue Bäume und Sträucher nach Frankreich ein und akklimatierte sie in Tarascon.
Audibert verstarb im Alter von 55 Jahren nach langer schmerzvoller Krankheit.

## Dedikationsnamen und Ehrungen
Nach Audibert ist die Pflanzengattung Audibertia (Lippenblütler) benannt. Ferner tragen Asphodelus audibertii Req. ex Schult., Balsamita audibertii Req., Chrysanthemum audibertii (DC.) P.Fourn. und Tanacetum audibertii seinen Namen. Er war Ritter der Ehrenlegion.

## Schriften
- Catalogue des végétaux en tous genres, cultivés dans les jardins et pépinières du Sieur Audibert,... à Tonelle, près Tarascon (Département des Bouches-du-Rhône). Tarascon, Imprimerie d'Élisée Aubanel, 1817. (Google Books)